# Agim Çeku
Agim Çeku (født 29. oktober 1960 i Peć-området i Jugoslavien) er en fremtrædende Kosovo albaner. Han var premierminister i Kosovo indtil valget i november 2007.
Han er søn af Hasan Çeku og gift med Dragica Çeku.

## Militær uddannelse og karriere. Brigadegeneral i den kroatiske hær
Agim Çeku blev uddannet på et militært gymnasium i Beograd, Serbien, og derefter på militærakademiet i Zadar, Kroatien. Både Serbien og Kroatien indgik déngang i Jugoslavien. Agim Çeku opnåede kaptajnsrang i den jugoslaviske hær.
I oktober 1991 forlod han den jugoslaviske hær og indtrådte i den kroatiske. Han deltog i kampe mod serberne (f.eks. under Operation Maslenica og – i 1993 – under Operation Medak Pocket, hvor han blev såret). Han avancerede til brigadegeneral i september 1995 og blev chef for den 9' Ingeniørbrigade. Derefter deltog han i Operation Storm og – som det udtrykkes – i Befrielsen af Det Vestlige Bosnien. Sidst blev han chef for de militære enheder i Rijeka-regionen.

## Øverste militære chef for UÇK
Agim Çeku trådte officielt ud af den kroatiske hær i februar 1999, hvorefter han blev den øverste militære chef for UÇK, den kroatiske hærledelse ville ikke acceptere hans ønske om at udtræde allerede i 1998. Agim Çeku har oplyst, at han fra april 1999 forsøgte at gennemføre en massemobilisering i Kosovo og at etablere en egentlig og samlet ledelse af UÇK.

## UÇK's demilitarisering. Etablering af TMK
Agim Çeku stod på god fod med KFOR's første chef, den britiske general Mike Jackson og forhandlede UÇK's demilitarisering med ham.
Han har vendt sig mod de forfølgelser af Kosovo-serberne, der fandt sted i tiden efter KFOR's indrykning.
I slutningen af september 1999 blev han – med generalsrang – chef for de nyoprettede beredsskabsstyrker TMK (på engelsk: KPC, Kosovo Protection Corps(på Albansk: TMK, Trupat Mbrojtëse të Kosovës).

## Serbien har forlangt ham fængslet og sigtet for krigsforbrydelser. International vurdering
Den serbiske regering har forlangt, at Agim Çeku fængsles og udleveres til Det internationale tribunal til pådømmelse af krigsforbrydelser i det tidligere Jugoslavien med henblik på at der rejses sag mod ham for krigsforbrydelser mod den ikke-albanske befolkning i Kosovo under krigen mellem Kroatien og serbiske styrker. Ved en enkelt lejlighed er han – som følge af en serbisk arrestordre – blevet kortvarigt tilbageholdt i en lufthavn, da han var i transit, men blev hurtigt løsladt.
Der foreligger ikke oplysninger om, at tribunalet forbereder en sag mod ham, men det må formodes, at man har foretaget en diskret undersøgelse, eftersom han har en så høj profil.
Der er internationalt et generelt positivt indtryk af Agim Çeku, både som en positiv aktør i nedlæggelsen af UÇK og i den efterfølgende etablering og opbygning af TMK.
24. juni 2009 blev han fængslet i Gjuesjevo, da han ville rejse ind i Bulgarien fra Makedonien. Det skete i henhold til en international arrestordre, som Serbien har udstedt gennem Interpol. Han tilbageholdes i 72 timer, mens der tages stilling til en udleveringsbegæring, som Serbien forbereder. Han var indbudt af den tidligere udenrigsminister og præsident af den Atlantiske (pro-NATO) klub af jødisk oprindelse Solomon Pasi. Den serbiske side forbereder en begæring om hans udlevering.

## Premierminister marts 2006
Bajram Kosumi trådte tilbage som premierminister 1. marts 2006 og blev erstattet af Agim Çeku 10. marts 2006.